# Пенкошев
Пенкошев (пол. Pękoszew) — село в Польщі, у гміні Ковеси Скерневицького повіту Лодзинського воєводства.
Населення — 54 особи (2011).

## Демографія
Демографічна структура станом на 31 березня 2011 року:
|          | Загалом | Допрацездатний вік | Працездатний вік | Постпрацездатний вік |
| -------- | ------- | ------------------ | ---------------- | -------------------- |
| Чоловіки | 23      | 0                  | 20               | 3                    |
| Жінки    | 31      | 6                  | 17               | 8                    |
| Разом    | 54      | 6                  | 37               | 11                   |